# Rudolf Christoph Eucken
Rudolf Christoph Eucken (5 tháng 1 năm 1846 - 15 tháng 9 năm 1926) là một nhà triết học người Đức đoạt giải Nobel Văn học năm 1908.

## Tiểu sử
Eucken sinh tại Aurich, Hannover (giờ là Đức) và học tại Đại học Göttingen và Đại học Berlin. Năm 1871, sau 5 năm làm giáo viên, ông được bổ nhiệm làm giáo sư triết học tại Đại học Basel, Thụy Sĩ. Eucken làm việc tại đó cho đến năm 1874 khi ông được chọn vào chức vụ tương tự tại Đại học Jena. Ông tiếp tục cống hiến tại đó cho đến khi nghỉ hưu năm 1920. Từ 1913-1914, Eucken trở thành thuyết trình gia tại Đại học New York. Ông kết hôn năm 1882 và có một con gái, hai con trai. Con trai ông Walter Eucken là một nhà kinh tế học nổi tiếng.
Eucken mất tại Jena ở tuổi 80.
Triết lý của ông được dựa trên kinh nghiệm của con người, mà trong đó con người có tâm hồn và vì thế mà họ ở điểm kết nối giữa tự nhiên và tâm hồn. Ông tin rằng con người nên vượt qua bản tính vô thần (non-spiritual nature) bằng những nỗ lực không ngừng nghỉ để giành được một cuộc sống tinh thần.